# Павлувка (Підляське воєводство)
Павлувка (пол. Pawłówka) — село в Польщі, у гміні Краснополь Сейненського повіту Підляського воєводства.
Населення — 92 особи (2011).

## Демографія
Демографічна структура станом на 31 березня 2011 року:
|          | Загалом | Допрацездатний вік | Працездатний вік | Постпрацездатний вік |
| -------- | ------- | ------------------ | ---------------- | -------------------- |
| Чоловіки | 46      | 10                 | 30               | 6                    |
| Жінки    | 46      | 8                  | 27               | 11                   |
| Разом    | 92      | 18                 | 57               | 17                   |